# Голден (Мисисипи)
Голден (енгл. Golden) град је у америчкој савезној држави Мисисипи.

## Демографија
По попису из 2010. године број становника је 191, што је 10 (-5,0%) становника мање него 2000. године.
| Група             | 2000.       | 2010.       |
| Белци             | 178 (88,6%) | 163 (85,3%) |
| Афроамериканци    | 2 (1,0%)    | 5 (2,6%)    |
| Азијати           | 0 (0,0%)    | 0 (0,0%)    |
| Хиспаноамериканци | 20 (10,0%)  | 21 (11,0%)  |
| Укупно            | 201         | 191         |